# Выйский металлургический завод
Вы́йский заво́д — чугуноплавильный, железоделательный и медеплавильный завод, основанный Никитой Демидовым и действовавший в 1722—1918 годах на территории современного города Нижний Тагил Свердловской области. На заводе в 1834 году отцом и сыном Ефимом и Мироном Черепановыми был построен первый в России паровоз.

## Географическое положение
Завод основан на реке Выя, притоке реки Тагил, в 50 верстах к северу от Невьянского завода, в 2 верстах от Нижнетагильского завода, в черте современного города Нижнего Тагила.

## История

### Выйский медеплавильный завод

Медеплавильные печи Выйского завода

Обжиг штейна в кучах Выйского завода

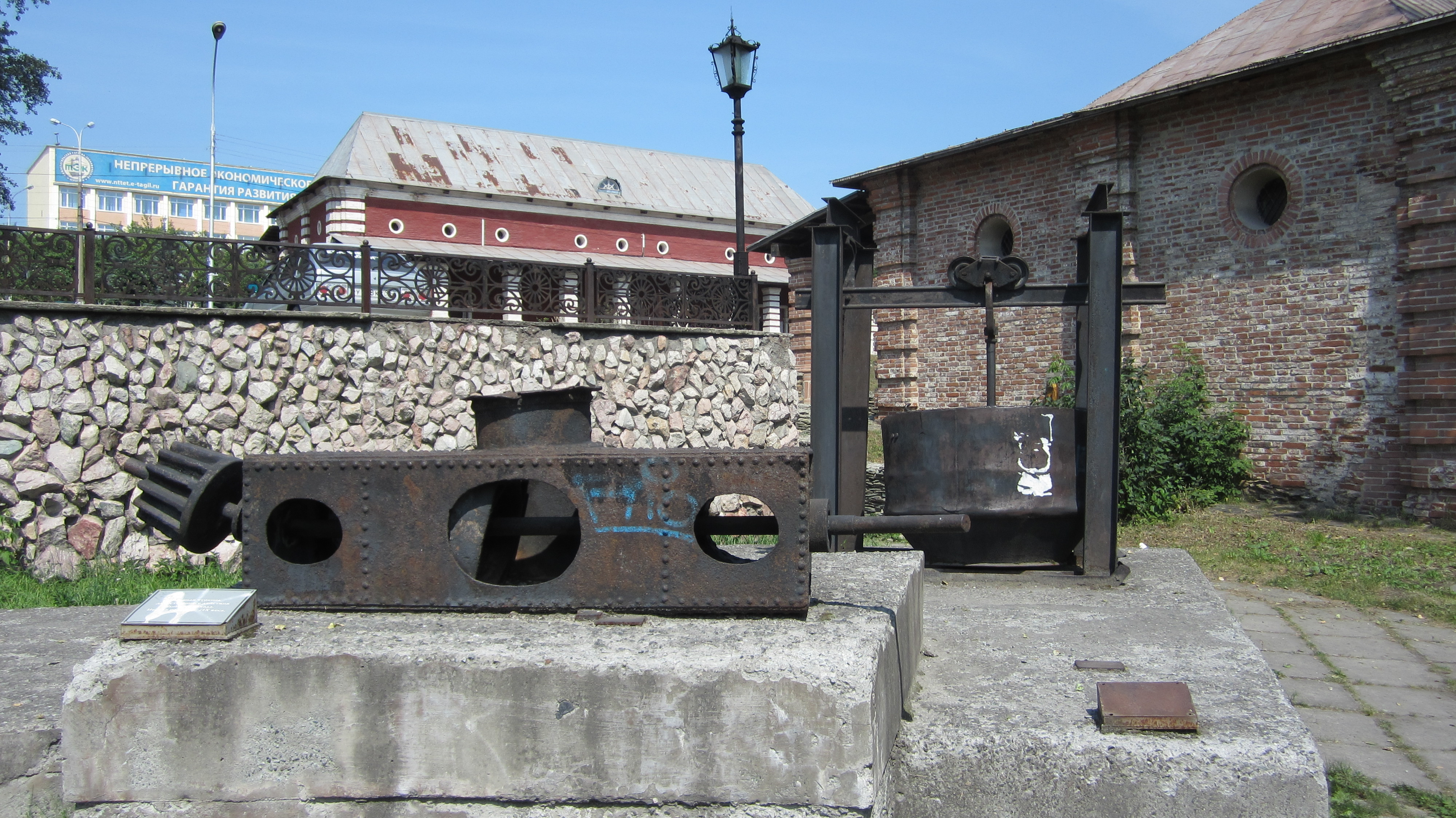
Водяная турбина двухстороннего действия Выйского завода. Первая половина XIX века

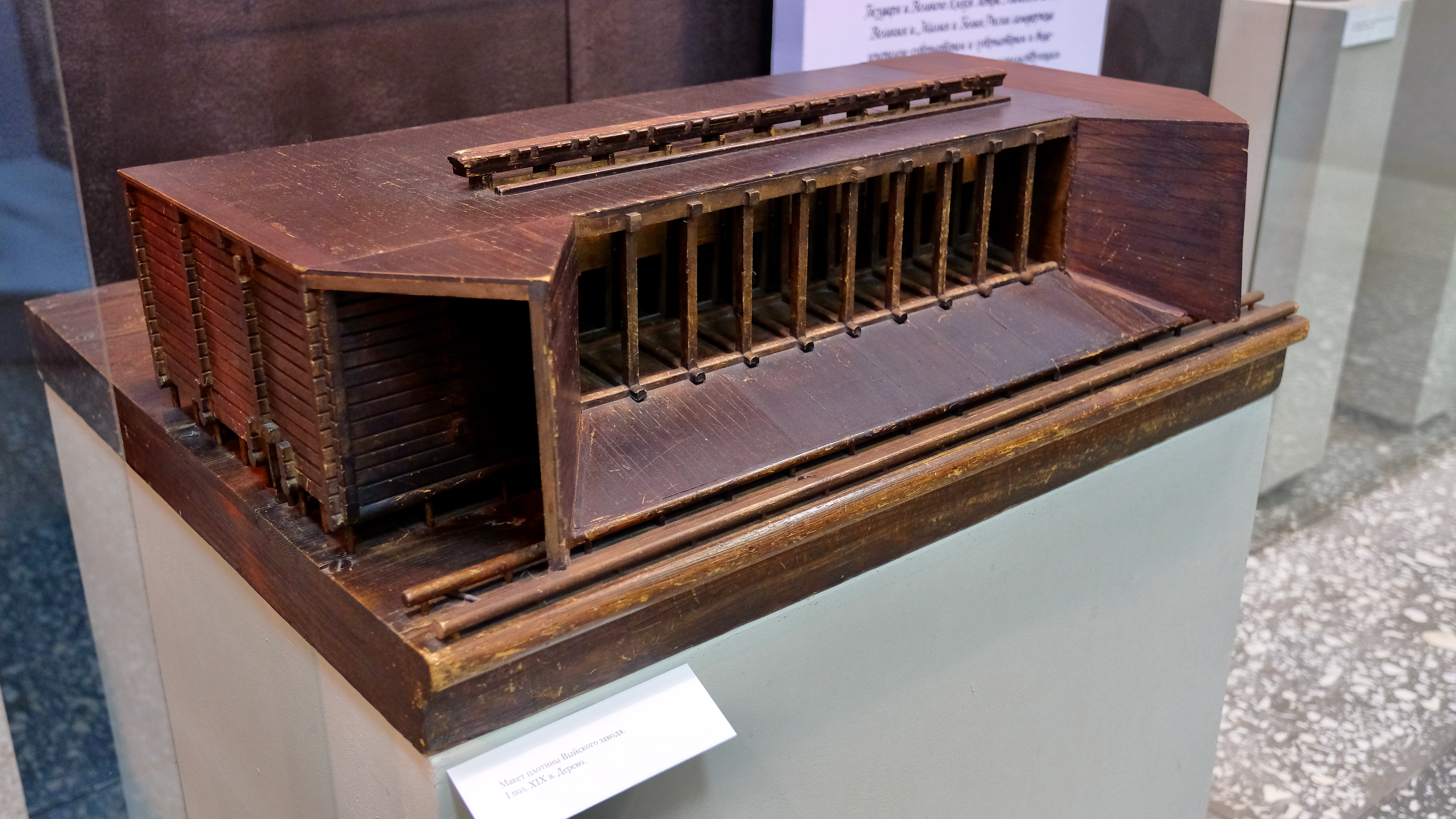
Макет плотины Выйского завода в Нижнетагильском историко-краеведческом музее

Указом Берг-коллегии от 20 декабря 1720 года Никите Демидову было разрешено построить медный завод и плавить там медь с обязательством поставки в казну половины (а после — трети) выплавленной чистой меди. К 1722 году на заводе были сооружены 6 медеплавильных печей, затем их стало 10. Завод был запущен 23 ноября 1722 года, состоялась первая плавка меди. Однако руда оказалась бедной по содержанию меди, и в 1726—1727 годах завод перестал действовать, а 14 мая 1729 года сгорел. После пожара на заводе удалось восстановить только 2 медеплавильных печи, в которых производилось очищение меди в количестве 200—300 пудов, доставляемых с других заводов. В 1740-х годах очищалась чёрная медь с Колыванского завода.
За заводом значилось 8 медных рудников в 3-18 верстах с малым содержанием меди в руде, до 0,6 %, к тому же они были уже истощены к 1797 году.
В 1814 году стало разрабатываться Меднорудянское месторождение у горы Высокой с высоким содержанием меди. Суточная выплавка с 425 пудов в 1855 году выросла до 1078 пудов в 1862 году, при этом среднее содержание меди в руде в 1840—1850-е годы составляло 2,4—2,9 %. В 1897 году завод выполнил заказ для железной дороги, увеличив добычу руды и количество действующих медеплавильных печей с 14 до 34. В 1916 году Меднорудянский рудник был выработан, запас руды оценивался в 4 млн пудов, мог дать не более 124,8 тысяч пудов меди, что могло обеспечить завод на год, но затраты на добычу были больше. Разведанных перспективных месторождений завод не имел. Ввиду полного истощения рудной базы в 1916 году завод был остановлен.
Декретом СНК от 31 января 1918 года завод вначале был национализирован, а затем в 1918 году закрыт. Оборудование перемещено по другим заводам, но в основном в качестве металлолома пошло в плавку на Нижнетагильском заводе.

### Выйский чугуноплавильный завод
После пожара 1729 года на заводе были сооружены две доменные печи, одна из которых была запасной, молотовая фабрика с 3 кричными горнами и 2 молотами (боевым и колотушным), и запущено чугуноплавильное производство. Однако к 1742 году, по описанию И. Г. Гмелина, домны уже не действовали. В 1830-е годы была только установлена вагранка, на которой отливались чугунная продукция.

### Выйский железоделательный завод
С 1742 года на заводе имелась молотовая фабрика с 8 кричными горнами, 5 молотами (3 боевых и 2 колотушных), которая перерабатывала чугун Нижнетагильского завода.
Так, в 1807 году из чугуна Нижнетагильского завода ковалось полосовое железо (шириной в 3 дюйма и толщиной в 0,5 дюйма). С увеличением объёма производства меди железоделательное производство сокращалось, как и количество кричных молотов с 3 штук в 1807 году до 2 штук в 1837 году. В 1850-х годах кричное железо не выпускалось.

## Оборудование завода
К 1722 году была возведена земляная плотина на реке Выя, которая была выложена серым камнем и имела длину в 1800 году 320 метров, ширину по низу 51,2 метра, вверху 29,9 метра и высоту 9,6 метра, а образованный пруд имел длину в 1,5 версты.
По Генеральному описанию 1797 года на заводе имелись медеплавильная фабрика с 2 плавильными печами, шплейзофенная фабрика с 2 шплейзофенами, две молотовые фабрики с 10 кричными горнами и 5 молотами.
По данным берг-инспектора П. Е. Томилова, в декабре 1807 года на заводе числились две каменные кричные фабрики. Одна из этих фабрик имела 4 кричных молота и 4 горна с 4 призматическими деревянными мехами; для выплавки меди оставались 2 медеплавильные печи и 2 гармахерских горна, 1 штыковой горн, но плавки не производились. Вторая фабрика имела 6 молотов, 6 кричных горнов с 4 призматическими деревянными мехами, 4 кузнечных горна. Были также 14 водяных колёс (10 боевых и 4 меховых). В 1815 году на заводе числилось уже 4 медеплавильных печи, 1 шплейзофен и 2 гармахерских горна, а в 1846 году — 32 медеплавильных печи, 3 шплейзофена и 4 гармахерских горна, а в 1860 году — 74 медеплавильных печи, 6 шплейзофенов и 7 гармахерских горнов. Увеличение производительности достигалось за счет увеличения объёма печей, усиления мощности дутья, утилизации тепла, внедрения новых технологий, так, круглые медеплавильные печи с 2-3 фурмами производства 1830-х годов были заменены на многофурменные печи большего объёма производства 1840—1850-х годов.
В 1859 году запущена печь системы Рашета с 24 фурмами с производительностью до 3 тысяч пудов в сутки, также в это время были запущены эллиптические печи с 10 фурмами в задней и в передней стенках.
Медеплавильные шахтные печи высотою до 2,84 метра и производительностью до 4 тысяч пудов шихты в сутки выдавали из 100 пудов руды по 12 пудов купферштейна второго сорта (содержавшего до 45 % меди), который обжигался в кучах, а затем в тех же печах плавился на черновую медь. Из 100 пуд купферштейна второго сорта получалось от 12 до 18 пуд черновой меди и 30 пуд купферштейна первого сорта (шпурштейна) с содержанием меди в 60 %.
Черновая медь очищалась в двухфурменных шплейзофенах, угар составлял 14 %. При печах действовали 3 четырёхцилиндровые воздуходувные машины. При этом энергетическое хозяйство в 1850-х годах было представлено 2 водяными колесами мощностью в 50 л. с. и 3 паровыми машинами мощностью в 26 л.с.
В 1870-х годах на заводе имелось 19 шахтных медеплавильных печей (12 малых трапецеидальных 7-фурменных, 5 эллиптических с 10 фурмами, 1 большая прямоугольная 16-фурменная, переделанная из рашетовской, 1 большая 26-фурменная системы генерал-майора Рашета), 6 шплейзофенов и 7 гармахерских горнов. Воздух к печам подавался 4 воздуходувными горизонтальными цилиндрами.
Процесс выплавки проходил по «немецкому способу»: получение купферштейна и дальнейшая его переработка осуществлялись исключительно в шахтных печах.
В 1860-е годы печи были переведены на горячее дутьё, что дало экономию топлива на 20 %. В 1879 году были запущены 6 печей — крумофены, которые топились луньевским каменным углем, но были признаны неэкономичными и в 1882 году были разобраны. Но с 1886 года плавка руды, вместо древесного угля, стала производиться на минеральном топливе — луньевском каменном угле с добавлением кокса, смешиваемых в пропорции 5 к 1.
В 1895—1896 годах были запущены, впервые на Урале, две новые медеплавильные печи —
ватержакеты со стенками из кессонов, по которым циркулировала охлаждающая их вода.
В 1897 году была запущена также новая регенеративная печь шведского типа для очистки меди и новая паровая машина.
В 1898 году капитально отремонтирована плотина, перестроен ларь в рабочем прорезе, установлены 2 водяные турбины Жирарда.
В 1899 году запущена новая воздуходувная машина с вентилятором «Акмэ».
В 1900 году был сооружен электрический шлакоподъемник и введено электрическое освещение завода.
В 1901 году к 6-ти цилиндрическим мехам поставлена паровая машина мощностью в 80 л. с. и началось установка двух новых паровых машин и четырёх вентиляторов.
В 1900 году завод имел 24 шахтные печи круглого поперечного сечения с 10-11 фурмами для проплавки рудной шихты, высотой в 3,66 метра, диаметром: внизу — 1,22 метра, вверху — 1,73 метра. Воздух в них подавался воздуходувной вертикальной машиной мощностью в 80 л. с., доставлявшей до 453 кубического метра сжатого воздуха в минуту, и 4 вентиляторами системы «Акмэ», дававшими 680 кубических метра, которые запускались с помощью паровой машиной завода Шихау мощностью в 150 л. с.

## Паровоз Черепановых
В 1820—1840 годах на заводе работали крепостные механики-изобретали отец и сын Мирон и Ефим Черепановы, которыми было построено более 20 паровых машин (водоотливных, рудоподъёмных, гвоздарных, винторезных, строгальных, золотопромывальные) мощностью 5-60 л. с. А в 1834 году был построен первый в России паровоз («сухопутный пароход», «пароходный дилижанец»), перевозивший по рельсам на расстояние в 857 метров железную руду весом в 3,5 тонны со скоростью 12-15 км/час. В 1835 году ими был построен второй паровоз грузоподъёмностью в 1000 пуд (16,38 т), а в 1836 году сооружена чугунная дорога от Выйского завода до Медного рудника.
В конце XIX века планировалась перевозка медной руды от места её добычи до Выйского завода (три версты) железной дорогой. Однако подрядчики конного извоза и члены правления Нижнетагильских заводов были настроены против железной дороги, поэтому эти планы не были претворены в жизнь.

## Численность рабочих завода
Согласно второй ревизии от 1747 года на заводе числилось 637 человек (352 — положенных в оклад, 170 — не помнящих родства, 102 — оставленных до указа (крепостных) и 83 — купленных крепостных).
Согласно Генеральной описи 1797 года на заводе уже было 839 человек (833 — собственных заводовладельца и 6 — данных от казны, приписных крестьян не было).
Согласно описанию Томилова П. Е., в 1807 году на заводе числилось 860 человек (163 — собственных заводовладельца, 687 — вечноотданных, 10 — данных от казны).
В 1860 году на заводе насчитывалось 1168 человек.
В 1910 году численность завода снизилась до 853 рабочих (горнозаводских — 634, вспомогательных — 219 человек).

## Собственники завода
Собственниками завода в разные годы были:
- Никита Демидов (1722—1725);
- Демидов, Акинфий Никитич (1725—1745);
- Демидов, Никита Никитич (1745—1758);
- Демидов, Прокофий Акинфиевич (1758—);
- Демидов, Павел Павлович.

## Продукция
- 1760 — 32,800
- 1779 — 18,700
- 1800 — 44,700
- 1807 — 42,903
- 1822 — 24,087
- 1837 — 9,273

За всё время своей деятельности завод выплавил 135 тысяч тонн (8 242 тысяч пудов) черновой меди из 4713 тысяч тонн (287 729 тысяч пудов) руды со среднем содержанием меди в 2,86 %.
- 1723 — 0,766
- 1724 — 0,864
- 1725 — 0,670
- 1726 — 0
- 1727 — 0
- 1729 — 0
- 1730 — 0,192
- 1760 — 0
- 1761 — 2,567
- 1768—1796 — 1,045
- 1797 — 0,424
- 1798 — 0,337
- 1799 — 0,084
- 1800 — 0,177
- 1801 — 0,288
- 1802 — 0,114
- 1803 — 0,066
- 1804 — 0,102
- 1805 — 0,071
- 1806 — 0,047
- 1807 — 0,048
- 1814 — 3,559
- 1815 — 30,218
- 1816 — 67,511
- 1822 — 45,620
- 1823 — 43,225
- 1831 — 62,250
- 1837 — 83,340
- 1847 — 86,997
- 1851—159,649
- 1852—197,953
- 1854—191,000
- 1855—178,400
- 1856—147,200
- 1857—131,000
- 1858—120,100
- 1859—100,281
- 1860—101,879
- 1867 — 84,841
- 1869—1011,000
- 1873 — 57,000
- 1875 — 71,981
- 1878 — 53,200
- 1879 — 30,277
- 1880 — 35,745
- 1881 — 21,961
- 1882 — 29,301
- 1885 — 45,761
- 1886 — 60,598
- 1887 — 62,416
- 1888 — 45,141
- 1890 — 51,046
- 1901—135,409
- 1903—129,548
- 1905 — 87,363
- 1906—111,111
- 1907—159,951
- 1908—107,570
- 1909 — 68,559
- 1910—122,100
- 1911—110,195
- 1912—129,975
- 1913 — 86,752
- 1914 — 77,411
- 1915 — 47,863
- 1916 — 28,144